# Ciliang
Ciliang is een bestuurslaag in het regentschap Ciamis van de provincie West-Java, Indonesië. Ciliang telt 3049 inwoners (volkstelling 2010).